# Naga (Cebu)
Naga  est une ville et anciennement municipalité de la province de Cebu, au centre-est de l'île de Cebu, aux Philippines.

## Généralités
Elle est entourée des municipalités de San Fernando au sud, Pinamungajan-Toledo à l'ouest, Minglanilla à l'est, et du détroit de Cebu (reliant la mer de Bohol et la mer des Camotes) à l'est.
Elle est administrativement constituée de 28 barangays (quartiers/districts/villages) :
- Alfaco
- Bairan
- Balirong
- Cabungahan
- Cantao-an
- Central Poblacion
- Cogon
- Colon
- East Poblacion
- Inoburan
- Inayagan
- Jaguimit
- Lanas
- Langtad
- Lutac
- Mainit
- Mayana
- Naalad
- North Poblacion
- Pangdan
- Patag
- South Poblacion
- Tagjaguimit
- Tangke
- Tinaan
- Tuyan
- Uling
- West Poblacion

Sa population en 2019 est d'environ 18 000 habitants.